# 町人代
町人代（ちょうにんだい）は、明治時代初めの仙台藩が、1871年に仙台の町人地の支配のために各町ごとに設けた役人である。1872年の大区小区制導入時またはその前に廃止された。

## 解説
江戸時代の仙台藩は、24の各町に検断と肝入を置いて仙台の町人町を支配させた。町人代は、戊辰戦争で敗北してから藩が実施した様々な制度改革の一つとして明治4年（1871年）3月に導入されたものである。
仙台藩は、2月にまず町人町の支配のために市長と副市長を置き、続いてその下の町役人の選定にとりかかった。2月30日に町ごとにその町内をまとめる役人を明朝までに入札（投票）で選べ、と副市長が町年寄たちに命じた。おそらくその結果を受けて、3月4日に町人代が任命された。町人代の下には、約5軒に1人の割合で、伍長が置かれた。
町人代は原則として各町に1名、計27名置かれた。前代の24町とは多少の違いがあり、まず、北方門前町、中通門前町、南方門前町は前後の時期に見ない町名である。上御宮町と下御宮町は、あわせて宮町となった。北材木町に2名の町人代がいるが、本材木町が見当たらないので、どちらかが本材木町の誤記かもしれない。
廃止時期は不明だが、市長・副市長と同じとみてよいなら明治5年（1872年）4月の大区小区制と同時である。廃止によって、江戸時代の町を単位とする行政・自治はいったん公的制度から消えたが、郡区町村編制法の下で仙台区が設置されてから、明治11年（1878年）にかつての町に相当する組を組長がとりまとめるという制度が設けられた。

## 町人代
- 桜井伊三郎（大町一丁目）
- 佐々木重兵衛（大町三・四丁目）
- 沼田平蔵（南町）
- 秋山新治（立町）
- 今野長治（柳町）
- 佐藤十兵衛（荒町）
- 渡辺善三郎（国分町）
- 菅原伊助（北材木町）
- 菅原平治老（北材木町）
- 関口久右衛門（北目町）
- 池田勘兵衛（二日町）
- 島田与右衛門（上染師町）
- 庄子与五右衛門（南染師町）
- 錦織久吉（田町）
- 佐々木喜平治（新伝馬町）
- 菊池十右衛門（穀町）
- 山崎覚七（南材木町）
- 岩間彦太郎（河原町）
- 佐竹清治（宮町）
- 後藤甚五郎（亀岡町）
- 飯坂忠治（支倉澱町）
- 甲田東三郎（北鍛冶町）
- 若生清三郎（南鍛冶町）
- 加藤卯太郎（南方門前町）
- 佐藤栄吉（八幡町）
- 岩淵善兵衛（中通門前町）
- 金沢勇七（北方門前町）
- 永野徳右衛門（肴町）